# Eclipse 500
L'Eclipse 500 est un avion d'affaires à réacteurs construit par Eclipse Aviation de 2001 à 2008. Il répond au nouveau concept du « micro jet » d'affaires.

## Historique
Il effectua son premier vol le 26 août 2002 mais ne fut certifié qu'en septembre 2006 à cause de problèmes de développement. De plus, la FAA demanda en 2008 une vérification des conditions de la certification obtenue. 260 exemplaires ont été construits jusqu'à la mise en faillite de la société Eclipse le 25 novembre 2008.
La société Dayjet (avions taxis) était le principal client d'Eclipse avec un projet de commande de 1 400 avions.
La société est liquidée en date de fin février 2009 (Chap.11 converti en Chap 7) à la suite du manque de fiabilité financière du repreneur (Etirc Lux.) et de l'abandon du projet de construction d'un site de montage en Russie (Oulianovsk) par manque de crédits.
Les propriétaires des 276 avions effectivement mis en service se sont ensuite associés pour assurer la maintenance de ces avions.
Le développement du programme est repris par Eclipse Aerospace en 2009 qui fusionne avec Kestrel Aircraft en 2015 pour former One Aviation.

## Caractéristiques
Classé comme avion à réaction léger (Very Light Jet), sa voilure possède une flèche négative. Huit prototypes ont été construits dont cinq ont participé aux essais en vol.
Avec le Cirrus Vision Jet SF50, il fait partie des plus petits jets commercialisé au monde et parmi les plus économique aussi bien en temps de maintenance qu'en consommation de carburant[réf. nécessaire].
Son prix est d'origine est de 1,6 à 1,8 million d'€ selon options. L'Eclipse 550 étant lui annoncé a 3 millions de dollars américains sur le site du constructeur en 2020.
L'Eclipse 500 est équipé du glass cockpit Avio de la société Innovative Solutions & Support. Il ne possède pas de toilettes à bord.

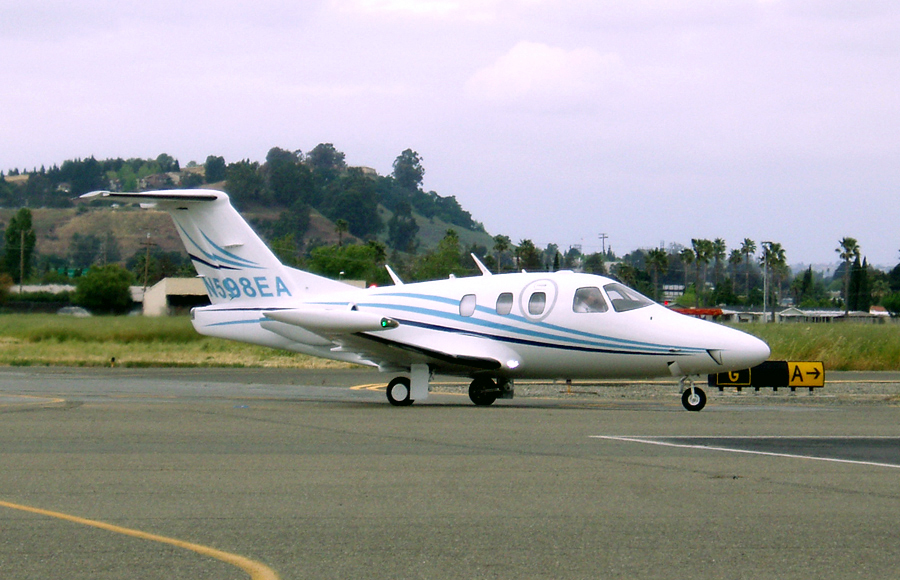
Eclipse 500
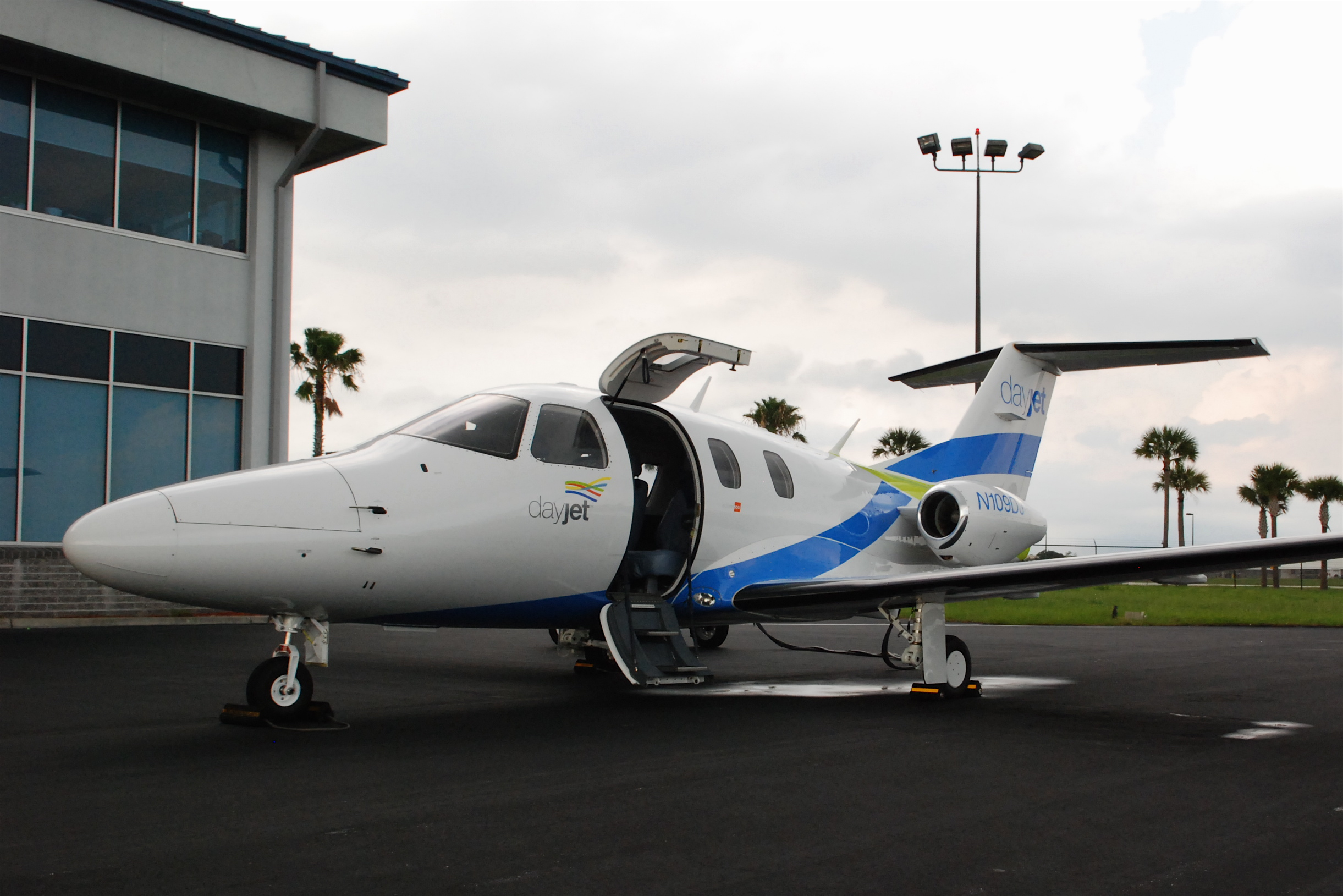
Accès à bord
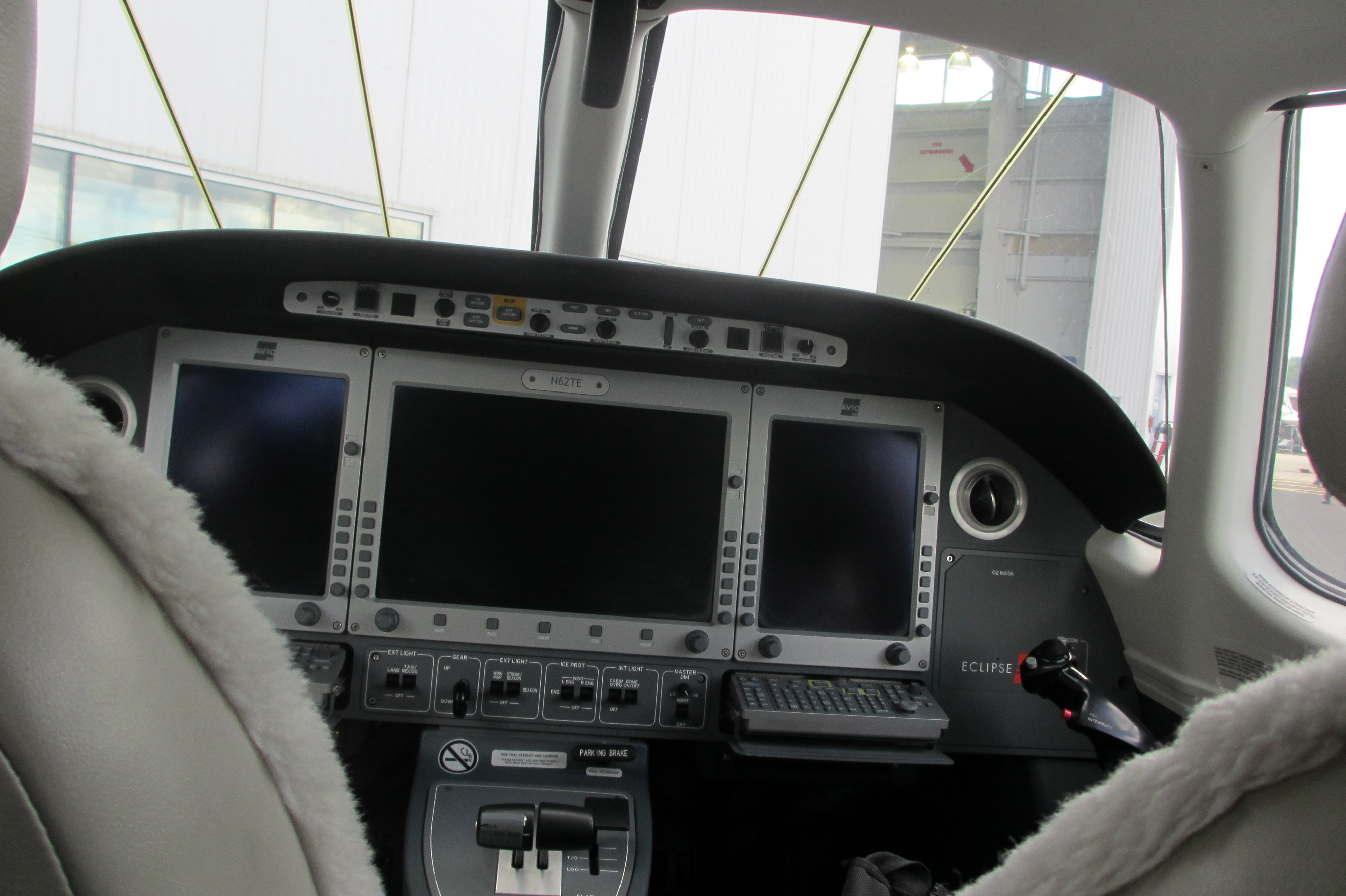
Cockpit
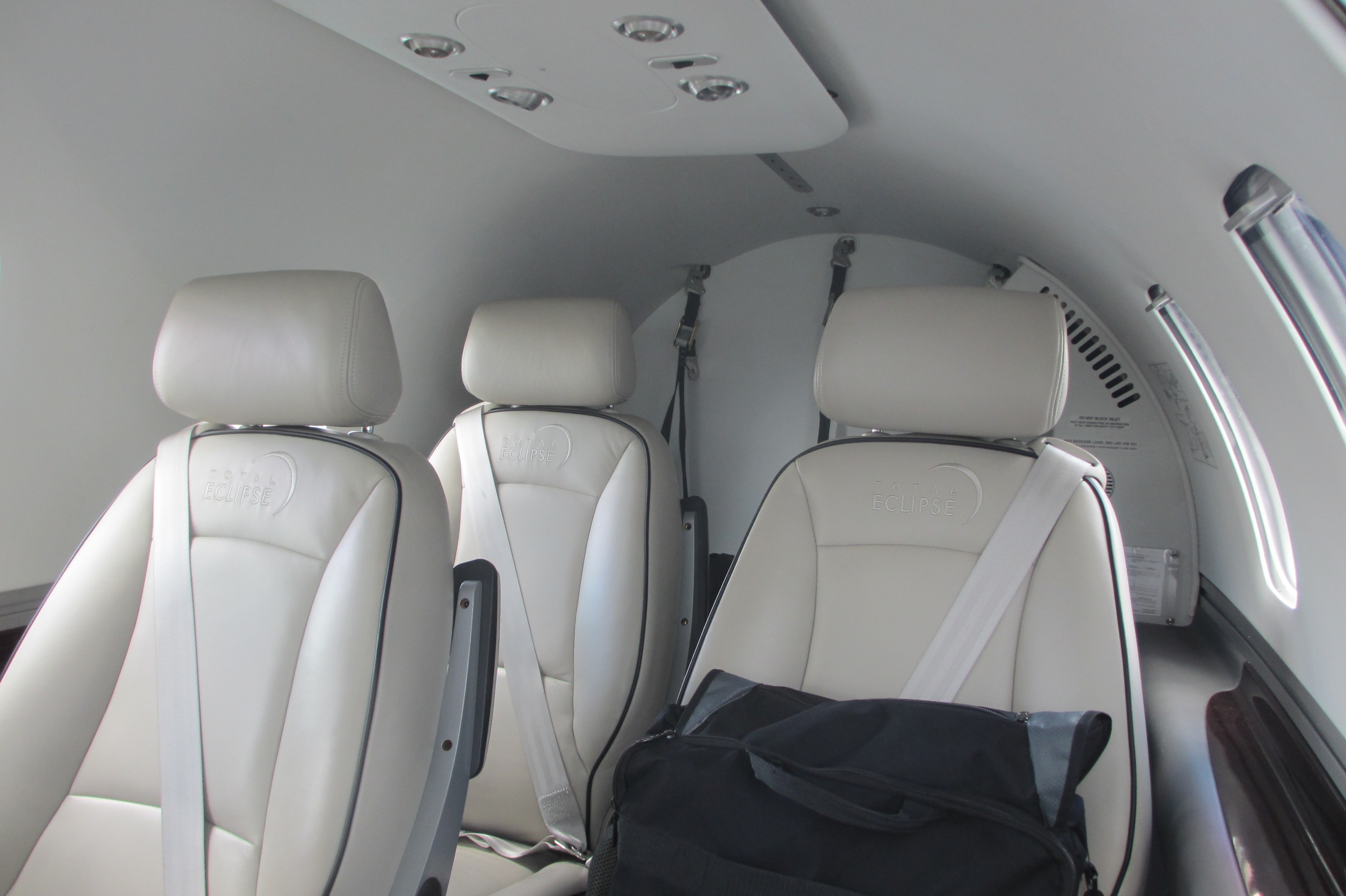
Cabine

## Livraisons
(Source GAMA )
| Année      | 2006 | 2007 | 2008 | Total |
| ---------- | ---- | ---- | ---- | ----- |
| Livraisons | 1    | 98   | 161  | 260   |

## Evolutions

### Total Eclipse
Retrofit de l'Eclipse 500.

### Special Edition
Retrofit de l'Eclipse 500 reprenant une partie des améliorations de l'Eclipse 550.